# Dysdera andamanae
Dysdera andamanae là một loài nhện trong họ Dysderidae.
Loài này thuộc chi Dysdera. Dysdera andamanae được miêu tả năm 1997 bởi Arnedo & Carles Ribera.